# تيرينس ك. كارسون
تيرينس ك. كارسون (بالإنجليزية: Terrence C. Carson)‏ هو مغني وممثل أمريكي، ولد في 19 نوفمبر 1958 بشيكاغو في الولايات المتحدة.

## وصلات خارجية
- تيرينس ك. كارسون على موقع IMDb (الإنجليزية)
- تيرينس ك. كارسون على موقع ألو سيني (الفرنسية)
- تيرينس ك. كارسون على موقع ميوزك برينز (الإنجليزية)
- تيرينس ك. كارسون على موقع إن إن دي بي (الإنجليزية)
- تيرينس ك. كارسون على موقع ديسكوغز (الإنجليزية)
- تيرينس ك. كارسون على موقع قاعدة بيانات الفيلم (الإنجليزية)
- تيرينس ك. كارسون على موقع كينوبويسك (الروسية)